# Open Cascade テクノロジー
Open CASCADE テクノロジー（オープンカスケード、OCCT）は、Open CASCADE SASによって開発とサポートが行なわれているオープンソースソフトウェアで、三次元CADやCAM、その他のための開発プラットフォームである。OCCT自体はCADやCAMといったアプリケーションではなく、C++といったプログラミング言語から呼び出して用いるライブラリである。

## 概要
OCCTは、ソフトウェアで三次元形状を用いた表現、演算、計算を行うためのライブラリで、三次元CADやCAMなどに用いられる事が多い。具体的には、基本的なベクトル演算、行列演算に加え、幾何形状を定義するジオメトリーと、その形状をトポロジカルに管理するためのクラス（Geomクラス、TopoDSクラス）、連続する曲線や曲面の集合を表現するためのクラス（法線(Edge)に対する連線(Wire)、面(Face)に対するシェル(Shell)など）、ソリッドモデルを表現するクラスおよびソリッドモデルを用いて、ブーリアン演算(空間領域構成法)を行なったり、容積計算、重心位置計算、表面積計算を行なったりするといった、三次元幾何学計算で用いる概念、計算をサポートしている。
OCCTの元となったCAS.CADE("Computer Aided Software for Computer Aided Design and Engineering"「コンピュータ支援設計とエンジニアリングのためのコンピュータ支援ソフトウェア」の略)はもともと、Matra Datavision社によって1990年代初頭に開発された。これは、Euclid CADの開発者によって将来的にEuclid Quantumの基礎となるインフラとして開発されたものである。

## 名称について
2004年、社名と明確に区別するためにOpen CASCADEテクノロジーと呼称されるようになった。それに際し、略称をOCCTとしている。

## 歴史
- 1990年代初頭、Matra Datavision社によってCAS.CADEが開発される。
- 1998年、同社はサービスに集中するためソフトウェア開発から撤退し、ソフトウェア開発部門のほとんどをCATIAを販売するダッソーに売却した。
- 1999年、Matra DatavisionはCAS.CADEをオープンソースとし、名前をOpen CASCADEと変更。
- 2000年、Open CASCADEのビジネス展開のため、独立した企業Open CASCADE SASが設立。
- 2003年、Open CASCADE SASをフランスのサービス関連会社Principiaが買収。
- 2006年、Open CASCADE SASをフランス最大の原子力関連企業アレヴァ社のグループ子会社であるユーリウェア（英語版）社が買収。

## オブジェクト・ライブラリー
OCCTは、次のライブラリによって構成される。
| Foundation Classes    | ファンデーションクラス。                                                 |
| Modeling Data         | 幾何物体をトポロジーとジオメトリー、それぞれで定義するためのライブラリ。 |
| Modeling Algorithms   | 幾何演算を行うためのライブラリ。                                         |
| Visualization         | OpenGLを用いた画面入出力を行うライブラリ。                               |
| Application Framework | ドキュメント管理、ヒストリーなどを扱うアプリケーションフレームワーク。   |
| Data Exchange         | IGESやSTEP形式を扱うためのデータ変換ライブラリ。                         |
| DRAW                  | デバッグツールを兼ねた簡易実行環境。                                     |

## OCCTが利用できる言語
OCCT自体はC++で実装されているが、ラッパーとして次の実装が存在する。
- pythonOCC[3]

## OCCTが使われている主なソフトウェア
- FreeCAD
- IntelliCAD
- NUPAS-CADMATIC 3D[4]